# Midie
Midie este denumirea pentru mai multe specii de moluște bivalve. Au cochilia solidă, cu coaja groasă, de culoare maronie spre albastru-violet. Cele mai mari exemplare ajung la lungimea de 14 cm.

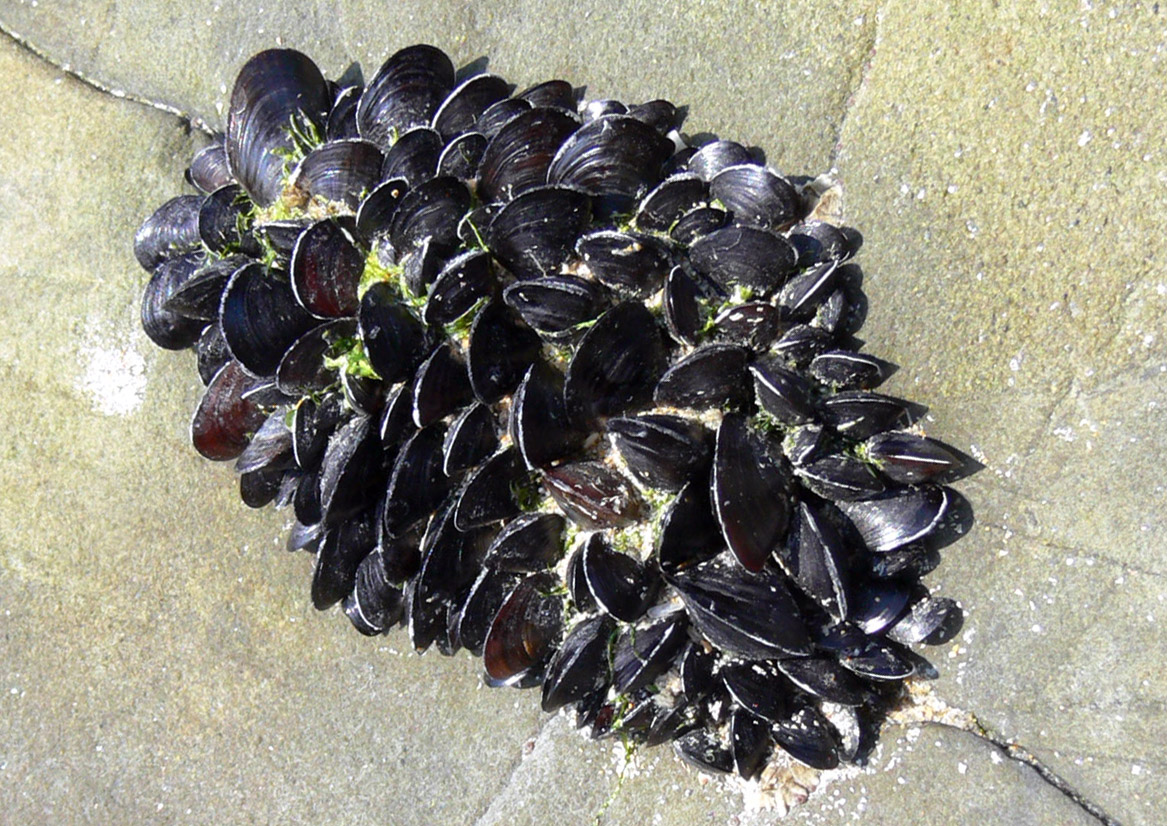
Banc de midii

## Distribuire și habitat
Midiile trăiesc în grupuri mari în toată zona Mării Mediterane, pe coasta Californiei, Japoniei și Africii de Sud. În Marea Neagră și Marea Mediterană se găsesc două specii mai numeroase, și anume Mytilus galloprovincialis și Mytilus edulis unde formează asociații compacte, sub stabilopozi sau pietrele marine, numite bancuri. Spre deosebire de stridii, midiile nu se fixează direct, ci cu ajutorul unor filamente, denumite byssus. 

## Hrană
Midiile se hrănesc cu plancton și zooplancton (resturi organice aduse de curenți), filtrând apa absorbită. O midie filtrează 82 l de apă marină în 24 de ore și reține nu numai hrana și oxigenul, ci și agenți poluanți, cum ar fi bacteriile dăunătoare și substanțele chimice toxice. Datorită acestei capacități, midiile sunt excelenți agenți de purificare a apei.

## Specii
- Mytilus edulis
- Mytilus galloprovincialis
- Mytilus californianus
- Mytilus trossulus
- Perna viridis (Midia verde asiatică)
- Dreissena polymorpha (Scoica migratoare)
- Villosa iris

## Producție și consum
Midiile sunt comestibile, carnea lor reprezintă o delicatesă foarte apreciată. Midiile se consumă în general fierte, însă sunt apreciate și crude, la fel ca stridiile. Ele sunt comercializate îndeosebi vii, dar și sub formă de produse prelucrate, în conserve sau marinate. Sunt crescute în sisteme de miticultură, în plantații speciale marine.

## Midiile și omul
Carnea midiilor este un produs cu conținut scăzut de calorii, bogat în proteine și practic lipsit de carbohidrați. Este folosit de om de mai multe milenii și este un fel de mâncare tradițională pentru toate popoarele care trăiesc pe malul mărilor sudice. În plus, oamenii exterminează moluștele pentru perle (care adesea creează bănci de moluște, apoi primesc perle și aranjează condiții favorabile pentru dezvoltarea moluștelor), folosesc interiorul lor și scoicile folosite pentru fabricarea bijuteriilor.